# Abdel Khaliq Mahjub

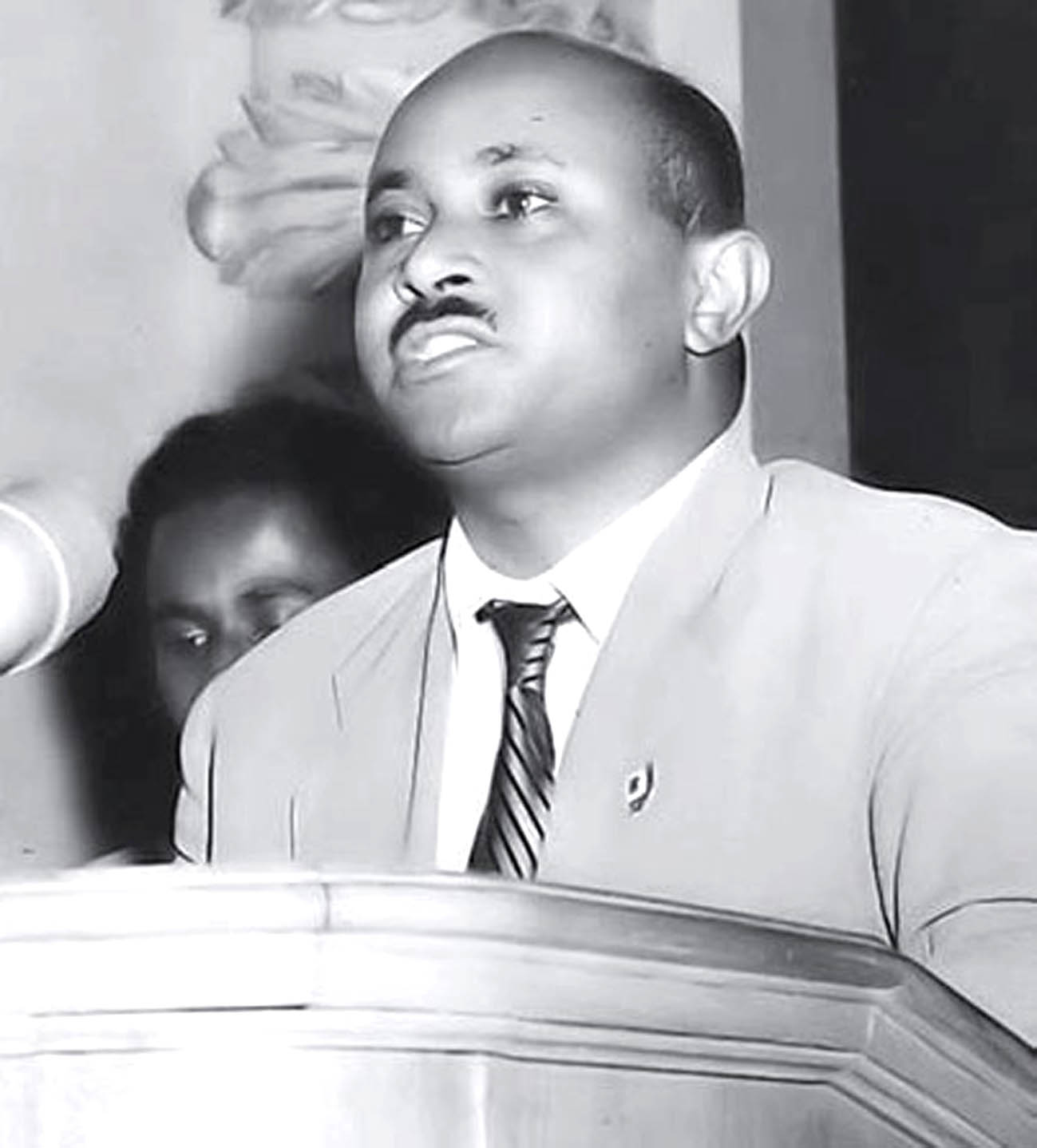
Abdel Khaliq Mahjub

Abdel Khaliq Mahjub (Omdurman, 23 september 1927 - 28 juli 1971) was een Soedanees politicus. Hij was er leider van de Soedanese Communistische Partij en werd geëxecuteerd in 1971 na een mislukte coup.
Als voorzitter van de machtige communistische partij uitte Mahjub kritiek op president Jafaar Numeiri van Soedan. Hij verweet hem het uitblijven van sociale hervormingen en zijn plannen voor een Arabische federatie met Egypte, Libië en Syrië. Op 12 februari 1971 reageerde Numeiri met een felle, anticommunistische speech. De communisten reageerden met een verklaring in de Libanese krant al-Akhbar op 2 maart. In mei werden een aantal communistische organisaties verboden door het Soedanese regime en op 25 mei 1971 werden 70 leidende communisten, waaronder Mahjub, gearresteerd. Mahjub wist eind juni te ontsnappen en dook onder in Khartoem. Op 19 juli leidde majoor Hashim al-Ata een staatsgreep en stelde een revolutionaire raad. Ba-Bakr al-Nur Uthman, een communistische voorman die in ballingschap in Londen leefde, werd uitgeroepen als voorzitter van deze raad. Al na enkele dagen werd de couppoging neergeslagen en herstelde president Numeiri zijn gezag. Op 25 juli werd Mahjub in Khartoem gearresteerd. Er volgde een proces en samen met 600 andere opposanten, waaronder 156 communistische  partijleden, werd Mahjub geëxecuteerd.